# Ostraca de Samarie

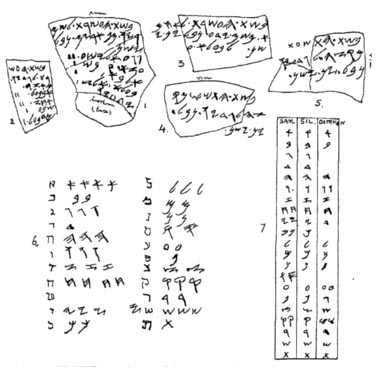
Ostraca de Samarie,

Les ostraca de Samarie sont des ostraca découverts en 1910 par G.A. Reisner lors des fouilles archéologiques du site de Samarie, l'ancienne capitale du royaume d'Israël. C'est le plus ancien corpus d'inscription en hébreu ancien. Il compte 66 inscriptions sur des tessons de poteries. Elles traitent de la livraison de vin et d'huile à la capitale lors des 9e, 10e et 15e années d'un roi qui est sans doute Jéroboam II. Les années de règne sont écrits en écriture hiératique.